# Romain Arghirudis
Romain Arghirudis, né le 6 novembre 1946 à Mulhouse (Haut-Rhin), est un footballeur français qui évolue au poste d'attaquant.

## Carrière
Romain Arghirudis ne peut disputer la finale de la Coupe de France en 1975 en raison d'une blessure à un genou : une fracture à un ménisque couplée à une déchirure du ligament interne. En son absence, Lens est battu par l'AS Saint-Étienne 2-0.

## Clubs successifs
- AS Mulhouse
- 1968-1969 :  RC Lens
- 1969-1971 :  OGC Nice
- 1971-1973 :  Olympiakos
- 1973-1979 :  RC Lens[2]

## Palmarès
- Champion de France de D2 en 1970 avec l'OGC Nice

## Statistiques
- 98 matchs et 36 buts en Division 1
- 59 matchs et 44 buts en Division 2